# Anschlag in El Paso
Bei dem Anschlag in El Paso am 3. August 2019 tötete ein Rechtsextremist in einem Walmart-Supermarkt in El Paso, Texas, 23  Menschen und verletzte weitere 23, einige davon schwer. Vor dem Anschlag hatte der Täter eine vierseitige Erklärung auf der Plattform 8chan veröffentlicht, in der er seine Tat ankündigte und sie begründete. Mit oftmals widersprüchlichen Aussagen verband er darin seine rassistische Sichtweise mit Spekulationen über Politik, Wirtschaft und Ökologie.

## Tathergang
Das Ziel des Anschlags, eine Filiale der Einzelhandelskette Walmart, liegt im Südosten der texanischen Stadt El Paso. Der Attentäter betrat den Supermarkt bewaffnet mit einem halbautomatischen WASR-10-Gewehr am Morgen des 3. August 2019; die ersten Notrufe gingen bei der Polizei um 10:39 Ortszeit ein. Augenzeugenberichten und Handyvideos zufolge schoss er bereits auf dem Parkplatz vor dem Supermarkt auf Menschen. Die Polizei erreichte den Ort des Geschehens sechs Minuten nachdem die ersten Notrufe eingegangen waren. Der Attentäter ergab sich außerhalb des Gebäudes und ließ sich widerstandslos festnehmen.
Nach Schätzungen der Polizei hielten sich zu diesem Zeitpunkt etwa 1000 bis 3000 Kunden sowie etwa 100 Mitarbeiter von Walmart auf dem Gelände auf.

## Opfer
Am Ort des Anschlags selber starben durch die Schüsse 20 Menschen und 26 weitere wurden verletzt. Zwei der Verletzten verstarben an den beiden Tagen nach dem Anschlag im Krankenhaus und ein weiterer verstarb 8 Monate später im Krankenhaus. Die Zahl der Todesopfer stieg somit auf 23. Nach Angaben der Polizei kamen bei dem Anschlag dreizehn US-Bürger, acht Mexikaner und ein Deutscher ums Leben. Die Behörden veröffentlichten eine Liste der Namen der Opfer, und Zeitungen lieferten Recherchen über sie.

## Verdächtigter und Motiv
Die Polizei nahm den 21-jährigen Patrick Wood Crusius (* 1998) aus Allen, Texas fest. ATF und FBI übernahmen die Ermittlungen.
Vor dem Anschlag lebte Crusius im 1050 Kilometer vom Tatort entfernten Allen, zuletzt, bis sechs Wochen vor dem Anschlag, bei seinen Großeltern. Seine Eltern hatten sich 2011 scheiden lassen. Die Mutter arbeitet als Krankenschwester. Der Vater ist ein selbständiger Heilpraktiker und Suchtberater; 2014 veröffentlichte er ein Buch über seine eigene jahrzehntelange Abhängigkeit von verschreibungspflichtigen Medikamenten, nachdem bei ihm ADHS im Erwachsenenalter diagnostiziert und ihm Benzodiazepine und Antidepressiva verschrieben worden waren. Crusius schloss 2017 die High School ab und war bis zum Frühjahr 2019 auf dem Collin College eingeschrieben. Klassenkameraden beschrieben ihn als stillen Einzelgänger. Laut Bellingcat zeigte das Twitter-Profil des Tatverdächtigen das Bild eines relativ normalen Donald Trump unterstützenden Republikaners. Allerdings wurden die letzten Postings im April 2017 veröffentlicht und das Profil blieb seitdem ungenutzt. Zwei Polizisten bestätigten gegenüber ABC News, dass Crusius kurz nach seiner Festnahme angegeben habe, dass er so viele Mexikaner wie möglich ermorden wollte.
Im rechtsradikalen Forum /pol/ der Seite 8chan wurde um 10:15 Uhr, also knapp 25 Minuten vor dem Anschlag, ein Beitrag veröffentlicht, in dem die Tat angekündigt wurde. In dem vierseitigen Pamphlet mit dem Titel The Inconvenient Truth (dt. die unbequeme Wahrheit) – möglicherweise bewusst in Anlehnung an den gleichnamigen Film mit Al Gore so überschrieben – in dem einleitend eine Zustimmung zu dem Terroranschlag auf zwei Moscheen in Christchurch im März 2019 ausgesprochen wird, warnt der Attentäter vor einer „lateinamerikanischen Invasion in Texas“, vor einem Austausch der aussterbenden Baby-Boomer-Generation durch Latinos, der, von der Industrie vorangetrieben, in vollem Gange sei; des Weiteren vor einer Dauerregierung der Demokratischen Partei, die sich auf Grund ihrer einwanderungsfreundlichen Politik der Stimmen der Einwanderer sicher sein könnte und sprach von einem Rassenkrieg, in dem zur ökologischen und kulturellen Rettung der Vereinigten Staaten die Zahl der jüngst Eingewanderten verringert werden müsse. Derlei weist auf die Rhetorik Donald Trumps, doch betont der Attentäter, diese Gedanken schon vor Trumps Kandidatur zum Präsidentschaftsamt gehabt zu haben. Für die USA schlägt er zur Erhaltung der kulturellen und genetischen Rassenidentitäten territoriale Trennungen vor. Ausgiebig beklagt er den seiner Meinung nach schlechten Zustand der US-amerikanischen Umwelt, sieht Industrie und Landwirtschaft als Verursacher und seine Mitbürger als unbelehrbar und unfähig, ihre umweltschädigende Lebensweise aufzugeben, weswegen die Verringerung unabdingbar sei. Von seinen Vorfahren dazu ermächtigt durch das Recht auf Waffenbesitz, sei es „fehlerfrei“, sich zu verteidigen; im Gegensatz dazu bedauere er die Europäer, die das nicht könnten. Im Detail beschreibt er seine Waffen und gibt Tipps, welche Ziele angegriffen werden sollten und welche nicht. Große Angst vor Veränderung der Verhältnisse in seinem Land, erstorbenes Vertrauen in die Demokratie, den Staat allgemein, die Wirtschaft und die Mitbürger, sowie das völlige Fehlen eines Bewusstseins über das christliche Tötungsverbot prägen diese Erklärung.
Auch ein Dokument, das den Namen des Attentäters enthielt, wurde dem Beitrag beigefügt. Ermittler der Polizei erklärten, sie seien sich „relativ sicher“, dass das Manifest von Crusius geschrieben wurde. Jim Watkins, der Besitzer von 8chan, erklärte, das Manifest sei nicht von dem Attentäter auf seiner Plattform gepostet worden. Stattdessen sei es zuerst auf Instagram erschienen und anschließend von jemand anderem auf 8chan hochgeladen worden. Für diese Aussage gab er keine Belege an. Ein Sprecher des Instagram-Mutterkonzerns Facebook teilte auf Anfrage des Spiegels mit, er könne die Theorie Watkins’ nicht bestätigen.
Im Januar 2023 begann die Gerichtsverhandlung gegen Crusius. Dieser hatte sich des Hassverbrechens schuldig bekannt; die Staatsanwaltschaft kündigte an, die Todesstrafe zu fordern.

## Reaktionen
US-Präsident Donald Trump verurteilte den Anschlag noch am selben Tag als hasserfüllt und feige. Bei einer Pressekonferenz im Weißen Haus am 5. August sagte Trump: „Mit einer Stimme muss unsere Nation Rassismus, Fanatismus und White Supremacy verurteilen. Diese finsteren Ideologien müssen bekämpft werden. Hass hat keinen Platz in Amerika.“  Im Zusammenhang mit dem 13 Stunden später erfolgten Anschlag in Dayton forderte Donald Trump die bundesweite Wiedereinführung der Todesstrafe in den Vereinigten Staaten für solche Verbrechen, obwohl sie bei Hassverbrechen bereits jetzt verhängt werden kann. Gleichzeitig forderte Trump Hintergrundüberprüfungen von „psychisch instabilen“ Waffenkäufern. Am 7. August 2019 besuchte er die Tatorte in El Paso und Dayton und sprach mit Überlebenden und Angehörigen von Todesopfern. Als Trump El Paso besuchte, um mit Opfern und Helfern zu sprechen, erhoben sich Proteste: Ihm wurde vorgeworfen, durch seine Rhetorik dem Rassismus Nahrung gegeben zu haben, denn auch er hatte bei der Rechtfertigung seines Ziels, die Einwanderung aus Mexiko einzudämmen, von einer „Invasion“ gesprochen. Außerdem wurde eine Verschärfung der Waffengesetze gefordert.
Obama kritisierte generalisierend die Sprache von Angst und Hass. Andere Mitglieder der US-Demokraten wie der ehemalige Vizepräsident Joe Biden, Elizabeth Warren, Bernie Sanders, Cory Booker, Pete Buttigieg und Julián Castro verlangten die Bekämpfung des Rassismus und die Verschärfung der Waffengesetze. Aus den Reihen der Republikaner meldeten sich Stimmen, die auf Beschränkungen des Waffenbesitzes zielen, wie Alter, psychische Gesundheit oder kriminelle Vorgeschichte des Waffenkäufers. Der Senator von Texas, Ted Cruz, Sohn eines Exil-Kubaners, war „zutiefst entsetzt über die hasserfüllte anti-hispanische Bigotterie“ im Manifest des Attentäters und den „abscheulichen Terrorakt und die weiße Vormachtstellung“. Jedoch machte er keine Vorschläge für Maßnahmen, die der Kongress ergreifen könnte, um solche Schießereien in Zukunft zu verhindern.
Die Menschenrechtsorganisation Amnesty International rief nach dem Anschlag Reisende in die USA zu erhöhter Vorsicht auf. Wegen der „Omnipräsenz“ von Schusswaffen sollten Touristen stets einen Notfallplan haben.